# Френк Е. Граббс
Френк Ефраїм Граббс (2 вересня 1913 — 19 січня 2000) — американський статистик. Критерій Граббса на викиди та метод Манна-Граббса для обчислення нижньої довірчої межі біноміального ряду названі на його честь.
Він працював у лабораторії балістичних досліджень, коли був капітаном армії США.
Він вийшов на пенсію в 1975 році і помер 19 січня 2000 року. Він похований на кладовищі Five Points Belcher в Алабамі.

## Освіта
Він отримав ступінь бакалавра в Алабамському політехнічному інституті. Він отримав ступінь доктора філософії. у статистиці Університету Мічигану у 1949 р. Він навчався під керівництвом Сесіла К. Крейга, а його дисертація була присвячена виявленню викидів.

## Нагороди та відзнаки
За внесок у статистику Меморіальна нагорода Вілкса Американська статистична асоціація була нагороджена Американська статистична асоціація в 1964 році. У 1971 році він був нагороджений медаллю Шевхарта від Американського товариства якості.

## Праці
- Wasting time modeling, eh?, 1975[5]
- Statistical Measures of Accuracy for Riflemen and Missile Engineers, 1964
- Be your own income tax consultant; an analysis of your personal Federal income tax problems, 1962